# صلاح الدين عبد الموجود
هو الشيخ صلاح الدين بن علي بن عبد الموجود الميرىّ نسبًا القرشي أصلًا ثم المصري موطنًا. ولد في القاهرة بجمهورية مصر العربية، في التاسع من شهر مايو عام 1954

## نشأته العلمية
نشأ الشيخ بين أسرة ديِّنة، متواضعة منضبطة العادات والتقاليد فقد كان والده مولعا بنظم الأشعار مما كان له الأثر في هدوء نفسه، وإرهاف حسه، وحسن عبارته، وإرسال سجيته، وتكوين طباعه وسلوكه.
وكان والده يُسلمه لأحد محفظي القرآن قبل دخول المرحلة الإلزامية. كان عمره آنذاك خمس سنوات، فختم القرآن في سن مبكر، ثم انشغل بالتعليم العام حتى وصل إلى المرحلة الثانوية، ثم التحق بكلية الزراعة بجامعة القاهرة.

## رحلته العلمية
بدأ الشيخ بالإقبال على حفظ القرآن، والدعوة إلى الله، ثم سافر إلى اليمن في مطلع شبابه، وهناك التقى بالعلامة المحدث مقبل بن هادي الوادعي فدرس عليه وعلى غيره في الحديث، والأصول، والفرائض، والتفسير، والتوحيد، والفقه، والنحو، وحفظ مختصرات المتون في هذه العلوم، وحثّه على طلب العلم، ووجّهه إلى علم الحديث.
ويُعدّ الشيخ مقبل بن هادي الوادعي هو شيخه الأول؛ إذ أخذ عنه العلم؛ معرفةً وطريقةً أكثر مما أخذ عن غيره، وتأثر بمنهجه وتأصيله، وطريقة تدريسه، واتِّباعه للدليل. قام –فضيلته- بالتدريس بمعهد صنعاء العلمي، وهناك التقى بجملة من المشايخ فقد درس القرآن باليمن على علامة اليمن الشيخ عبد الرزاق الشاحذي.
درس اللغة والفرائض على مفتي الديار اليمنية الشيخ أحمد سلامة، كما كان يلازم الشيخ إسماعيل الأكوع في مكتبة الجامع الكبير بصنعاء، واستفاد منه كثيرا بنقل وتصوير جملة من مخطوطات الجامع الكبير-ولا زال شيخنا يحتفظ بصور هذه المخطوطات النادرة- وكان الشيخ يثني على الشيخ إسماعيل الأكوع ويقول هو من أهل السنة وتردد على مشايخ في كثير من العلوم، كالشيخ عايض مسمار، والشيخ حزام البهلولي. لسبع سنين خَلَت، بين الكتب والسهر وليال مَضَت، والعالي من استجمع قلبه مع جوارحه فَعَلَت فقد أجازه علامة اليمن الشيخ محمد علي الأكوع، والشيخ على الحرازي أسانيد كتب السنن، لما ظهر نبوغه وتنقّل من فنَن إلى فنَن.ثم حوّل قبلته، وأشعل همته، وزود طاقته، إلى أرض المملكة، وبها حضر مجالس الشيخ صالح بن عثيمين وغيره.
بعد عوته من أرض اليمن، استقر الشيخ بمدينة مطوبس بمحافظة كفر الشيخ المصرية، ثم بدأ طلاب العلم من كل أنحاء العالم في التوافد على الشيخ لطلب العلم الشرعي، ويُذكر أن هناك العديد من طلاب العلم المقيمين مع الشيخ في مسجده لتلقى العلم من هذا العالم الجليل.

## آثاره العلمية
الشيخ على الرغم أنه متوقِّيا للشهرة إلا أنه قد ظهرت جهوده العظيمة خلال أكثر من خمسة وعشرين عامًا من العطاء والبذل في نشر العلم والتدريس والوعظ والإرشاد والتوجيه وإلقاء المحاضرات والدعوة إلى الله سبحانه وتعالى. درَّس الحديثَ والمصطلحَ بالمعاهد العلمية التي تقوم بنشر السنة، وتحث على النهوض بالأمة، واهتم بالتأليف وتحرير الفتاوى والأجوبة التي تميَّزت بالتأصيل العلمي الرصين، وصدرت له العشرات من الكتب والرسائل والمحاضرات والخطب والمقالات.

## كتب الشيخ -حفظه الله- ومصنفاته
حوى الشيخ مكتبة حديثية يندر وجودها، هي مكانه وبُغيته، ومكان تواجده، ومنها ينهل طلابه، وعلى الرغم من قلة مصنفاته، وعدم نشر بحوثه وكتاباته، فقد كان لا يرى الكتابة إلا بعد الستين، ِلما سُطِّرت به الأوراقُ من أقلام المتأخرى ن، الذين تصدَّروا أغْمَارا، وزاحموا أهل الفن كبارا وصغارا، حتى كَثُرَ الخَلْط، وعَظُم الغَلْط، ونقم الخَبْط، فَلَزِمَ النَّاقِلِينَ لِلْأَخْبَارِ، وَالْمُتَخَصِّصِينَ بِحَمْلِ الْآثَارِ، نَشْرُ مَنَاقِبِ الْأَئِمَّةِ الْأَعْلَامِ، وَإِظْهَارُ مَنْزِلَتِهِمْ وَمَحِلِّهِمْ مِن الْإِسْلَامِ، وَبَيَانُ فَضْلِهِمْ وَمَنَاقِبِهِمْ، وَالنَّشْرُ لِمَحَاسِنِ أَعْمَالِهِمْ وَسَوَابِقِهِمْ، عِنْدَ ظُهُورِ هَذَا الْأَمْرِ الْعَظِيمِ، وَالْخَطْبِ الْجَسِيمِ، واسْتِعْلَاءِ الْحَائِدِينَ، عَنْ سُلُوكِ الطَّرِيقِ الْمُسْتَقِيمِ؛ فتَرْجَم سلسلةً لِسيَر الأعلامِ مثل:
سعيد بن المسيب.
الزهري.
سفيان الثوري.
سفيان بن عيينة.
ترجمة الإمام الأوزاعي.
شعبة.
عبد الله بن المبارك.
ترجمة الإمام البخاري.
ترجمة الإمام مسلم.
ترجمة الإمام النسائي.
ترجمة الإمام أبو داوود السجستاني.
ابن الجوزي.
ابن حزم الأندلسي.
شيخ الإسلام ابن تيمية.
الإمام محمد بن عبد الوهاب.
ترجمة الإمام الترمذي.
ترجمة الإمام ابن ماجة.
نافع مولى ابن عمر.
عدي بن حاتم.
زيد بن ثابت.
ترجمة الإمام الشوكاني.
ترجمة الإمام الطبري.
ترجمة الإمام النووي.
ترجمة الإمام الطبراني.
الإمام الأعمش.
وما زال من السير تحت الطبع وقد ترجمت هذه الكتب إلى الإنجليزية والفرنسية والأردية.
كما نال الوعظ منه حظا في التصنيف، تجنَّب فيه الشَّطط والقول الضعيف، تنبه الغافل والناسي، كتبها للمنفعة وإصلاح الناس، وغسل قلوبهم من الغل والحسد والوسواس، ودفع الأرجاس، يبشر فيها ولا ينفر، ولا يقنط فيها الراجي الآمل، ولا يُمَنِّي الخاشع العامل، وعلى صغرها لا تخلو من الروح، ولا أشلاء ممددة على الأوراق تفوح، يعرفهم فيها طريق الإسلام، ويرغبهم في الجنة بصفاتها، ويحذرهم من النار وآفاتها، يردع فيها المتكبرين، ويبشر الفقراء والمساكين، بأن الجنة لهم فضلاً منه ومنة، مثل:
العبادة واجتهاد السلف فيها.
مجموعة الهداية:
- بداية الهداية.
- الثبات على الهداية.
- نهاية الهداية.
- الكنز المفقود.
- الاعتبار.
- العفو.
- أهوال اليوم العصيب.
- الطلب الحثيث إلى علم المواريث.
- مكدرات القلوب.
- الأمالي الجلية شرح العقيدة الطحاوية.
- كلمات في الحب.
- القلوب وآفاتها.
- المنهج وأثره في حياة أهل السنة والجماعة.

في التحقيق له معان وبيان، وفقه وتصريف بإمكان، فقلمه في هذا ممدود، إلى يوم الأجل المعدود، مثل:
- المحلى لابن حزم.
- رفع الملام عن الأئمة الأعلام «طبع».
- تقريب التهذيب «طبع».
- تهذيب التهذيب «قيد الإنشاء».
- سنن أبي داود «قيد الإنشاء».
- مستدرك الحاكم "قيد الإنشاء.

## منهج الشيخ حفظه الله
الشيخ يدعو إلى كتاب الله والتمسك بسنته، والتزام منهجه وشرعته، على فهم القرون الثلاثة الأولى، ويحذو حذوهم، ويتبع أثرهم، كَمَا رَامَ ذَلِكَ الْمُتَقَدِّمُونَ مِنْ أَشْبَاهِهِمْ، ويدعو إلى إصلاح القلوب، ومراقبة الخالق علام الغيوب، وعدم التحزب للجماعات، ولا الطوائف والأفراد والحزبيات. كما أنه يرعى طلابه، ويحثهم على العلم النافع ومعرفة صوابه، بلا تعصب ولا تقليد زائغ، بل دليله الحق والحق دامغ. للشيخ أسانيد يمنية، ومصرية وحجازية، لكتب السنن وغيرها........وشرط الشيخ لإعطاءها قراءة الطالب علي الشيخ كتب السنن أو بعضها،,,.

## وصلات خارجية
1. ↑  موقع الشيخ صلاح الدين بن عبد الموجود نسخة محفوظة 21 يناير 2018 على موقع واي باك مشين.
2. ↑  طريق الإسلام نسخة محفوظة 07 يوليو 2006 على موقع واي باك مشين.